# 나기나 루우미
나기나 루미(凪七 瑠海, 11월11일 - )는 다카라즈카 가극단 전과(센카)에 소속된 남역 스타이다.
도쿄도 세타가야구 출신, 신장은 170cm, 혈액형은 B형. 애칭은 본명에서 따온「카챠」,「에리카」,「가챠가챠」등이다.
예명을 지어준 사람은 작가 진순신이며, 이란의 시인 제랄레딘 루미에서「루우미」라고 명명하였다.

## 약력
아버지는 성악가이자 도쿄예술대학 등에서 교편을 잡는 고우 조지이다.

초등학교 4학년 때부터 발레 등을 배우고 있었고, 중학교 3학년 때 「노바 보사 노바」의 무대를 보고, 다카라즈카에 들어가고 싶다고 생각하게 되었다.

2001년, 다카라즈카 음악학교 입학

2003년 4월,제 89기생으로 다카라즈카 가극단에 수석입단. 동기생으로는 노조미 후우토 (전 유키구미 톱스타), 미야 루리카, 아스미 리오(전 하나구미 톱스타), 렌죠 마코토, 이치죠 아즈사, 나나미 히로키, 아카네 나나(전 호시구미 톱 무스메역) 등이 있다. 츠키구미 공연 『꽃의 다카라즈카 풍토기 / 시뇨르・돈・팡』으로 초무대를 밟고, 나나미 히로키 등과 같이 소라구미에 배속된다.

일간 스포츠 기자인 츠치타니 미키는 나기나를「무대에서 빛나는 용모와 자태를 가진 자」라고 평가하고 있다. 초무대를 밟은 년도에 한큐전철 첫 참배 포스터 모델이 되는 등 일찍부터 발탁되어 신인공연에서는 젊은 스타역할을 많이 연기했다.

2005년부터 1년간 동기인 아이하나 치사키와 함께 TAKARAZUKA SKY STAGE 제 4기 스카이・페어리즈로도 활약.

2009년, 츠기구미 공연「엘리자벳」에서 엘리자벳 역으로 발탁된다. 신인공연의 주연 경험도 없는 남역이 히로인으로 발탁되는 것은 매우 이례적인 일이었다.

동년 11월,「카사블랑카」로 첫 신인공연 주연을 맡았다.

2010년 3월, 첫 다카라즈카 바우홀 공연 주연을 맡아, 10월에는 동기인 노조미, 아스미, 렌죠, 미야와 함께「POND'S×다카라즈카가극　『아름다움은 보물』캠페인」의 광고 캐릭터로 발탁된다.

2013년 1월, 배속된 소라구미에서 츠키구미로 이동.

## 주요 출연 무대
*은 주연

### 소라구미 시절
2003년 10월~2004년 2월,「백주의 번개／템프테이션！」아란 신인공연：르네（본역・하나카게 아리스）

2004년, 시어터 드라마시티 공연「BOXMAN」아놀드

2004년5~8월,「팬텀」종자　신인공연：라슈넬（본역・유우미 히로）

2004년10~11월, 전국투어「바람과 함께 사라지다」윌리

2005년1~4월,「호텔 스텔라마이스／레뷰 전설」신인공연：린던・마크레모어（본역・유우미 히로）

2005년5~6월, 바우홀 공연「Le Petit Jardin」패트릭

2005년8~11월,「불꽃에 입맞춤을／네오・바야쥬」아트　신인공연：틴（본역・유우미 히로）

2006년4~7월,「NEVER SAY GOODBYE」엔리케・로메로　신인공연：한스（본역・나나호 히카루）

2006년　바우홀 공연「UNDERSTUDY」캐롤・리프켄

2006년11~2007년2월,「유신회천・료마전！／더・클래식」신인공연：키도 타카요시（본역・호쿠쇼 카이리）

2007년6~9월,「발렌시아의 뜨거운 꽃」아론소／신인공연：돈・팡・카르테로（본역・나나호 히카루）

2008년2~5월,「Paradise Prince／댄싱・포･유」신인공연：앤소니･블랙（본역・란쥬 토무）

2009년, 중일극장 공연「외전 베르사이유의 장미 －앙드레 편－／댄싱・포・유｣ 오스칼/베르나르（사기리 세이나와 역바꿈）

2009년, 츠키구미 공연「엘리자벳」*엘리자벳（소라구미에서 특별출연）

2009년11~2010년2월, 「카사블랑카｣ 얀 신인공연：*릭（본역・오오조라 유히)　＊신인공연 첫 주연

2010년3월, 바우홀 공연　「Je Chante（쥬 샨토）｣－끝없는 갈채－｣ *샤를・트레네 ＊바우홀 첫 주연

2010년5~8월,　「TRAFALGAR(트래펄가)－넬슨、그 사랑과 기적－／펑키・선샤인」 톰・아렌

2010년9월, 란쥬 토무 콘서트「“R”ising!!」

2010년11~2011년1월,　「누구를 위하여 종은 울리나」호킨

2011년3월, 일본청년관 대홀, 다카라즈카 바우홀 공연 「기자와 황제」 브라이언・오닐

2011년5~8월,　「아름다운 생애－이시다 미츠나리 영원의 사랑과 의(義)－／루나롯사－밤을 노래하는 여행자－」카타기리 카츠모토 

2011년10~12월,「클래시코・이탈리아노－최고의 남자를 만드는 법－／NICE GUY!!－그 남자, Y에 의한 법칙－」조르지오・크리스티아니

2012년2월, 중일극장 공연「가면의 로마네스크／Apasionado!!Ⅱ」아조란

2012년4~7월, 「화려했던 나날들／클라이맥스－Cry-Max－」빌리・웹브

2012년8~11월, 「은하영웅전설@TAKARAZUKA」안스바하, 랩 소좌

### 츠키구미 시절
2013년5월, 우메다예술극장 공연「ME AND MY GIRL」재클린・캐스턴（재키）／제랄드・볼링보크(미야 루리카와 역바꿈)

2013년7월~10월,「루팡 －ARSÈNE LUPIN－／Fantastic Energy!」도날드・도슨

2013년11월~12월, 우메다예술극장・일본청년관 공연 「THE MERRY WIDOW」카미유・드・로죤

2014년1월, 우메다예술극장 공연「바람과 함께 사라지다」스칼렛Ⅱ

2014년3월~6월,「다카라즈카 오도리／내일에의 지침－센츄리호의 항해일지－／TAKARAZUKA 꽃시집100!!」나이젤 ＊에뜨와르

2014년7월~8월, 우메다예술극장・일본청년관 공연「THE　KINGDOM」*도날드・도슨　＊미야 루리카와 더블 주연

2014년9월~12월,「PUCK / CRYSTAL TAKARAZUKA - 이미지의 결정 -」라이오넬 재스퍼

2015년2월~3월, 중일극장 공연 「바람과 함께 사라지다」스칼렛Ⅱ 

2015년4월~7월, 「1789 -바스티유의 연인들-」카미유・데물랭 

2015년8월 13일~ 8월 23일, 바우홀 전과(専科)공연 「오이디푸스 왕~소포클레스 원작 '오이디푸스 왕'에서~」*이오카스테 

## 수상 이력
2009년　다카라즈카 가극단 연도상「신인상」